# عراعیر
عراعیر (به عربی: عراعیر) یک منطقهٔ مسکونی در اردن است که در استان مادبا واقع شده‌است.